# 尋禅
尋禅（じんぜん、天慶6年（943年）- 永祚2年2月17日（990年3月16日））は、平安時代中期の天台宗の僧。藤原師輔の十男。母は醍醐天皇皇女雅子内親王。

## 生涯
天徳2年（958年）8月、延暦寺の僧で父・師輔と深い繋がりがあり、後に比叡山を再興した中興の祖とされる良源の弟子となる。それはのちのちには良源の後継者となる予定のものであった。
天禄3年（972年）5月、一時良源が病にかかってしまい遺言状をしたためた際には、師輔との約束の通りに尋禅を後継者に指名している。
天禄4年（973年）3月19日、良源の申請により特例で、また定員外ではあるが尋禅は天台宗で初めて一身阿闍梨に任じられた。また、翌天延2年（974年）12月には律師を飛び越えていきなり権少僧都に任じられている。これらは権門の子息が宗教界で優遇される初例であり、以後比叡山の世俗化を招いた。
天元4年（981年）には権僧正に任じられ、寛和元年（985年）には良源の後を受けて天台座主となっている。
永祚元年（989年）、隠退して飯室に篭った。没後の寛弘4年（1007年）に慈忍の諡号が贈られている。